# Prehistorik
Prehistorik is een videospel voor diverse platforms. Het spel werd uitgebracht in 1991.

## Platforms
| Jaar | Platform                                |
| ---- | --------------------------------------- |
| 1991 | Amiga, Amstrad CPC, Atari ST, CDTV, DOS |
| 2010 | iPad, iPhone                            |
| 2011 | Android                                 |

## Ontvangst
| Beoordeeld door                | Platform | Datum            | Score |
| ------------------------------ | -------- | ---------------- | ----- |
| Computer and Video Games (CVG) | Atari ST | augustus 1991    | 81%   |
| Computer and Video Games (CVG) | Amiga    | augustus 1991    | 80%   |
| Amiga Joker                    | Amiga    | mei 1991         | 75%   |
| Amiga Computing                | Amiga    | september 1991   | 70%   |
| ST Format                      | Atari ST | augustus 1991    | 68%   |
| Atari ST User                  | Atari ST | augustus 1993    | 55%   |
| The DOS Spirit                 | DOS      | 5 september 2006 | 50%   |
| Power Play                     | Amiga    | augustus 1991    | 42%   |
| Power Play                     | DOS      | augustus 1991    | 42%   |
| Power Play                     | Atari ST | oktober 1991     | 41%   |